# Vebret
Cet article concerne la commune du Cantal. Pour l’écrivain, voir Joseph Vebret.
Vebret est une commune française située dans le département du Cantal, en région Auvergne-Rhône-Alpes.

## Géographie

### Localisation
Le bourg de Vebret est situé dans le Cantal, au pied du plateau basaltique de Chastel-Marlhac, à 480 mètres d'altitude. Ce plateau pittoresque est très caractéristique de la région des volcans d'Auvergne.

### Communes limitrophes
Vebret est limitrophe de huit communes dont une du département de la Corrèze :
Les communes limitrophes sont Antignac, Champs-sur-Tarentaine-Marchal, La Monselie, Le Monteil, Saignes, Ydes, Bort-les-Orgues et Madic.
| Madic   | Bort-les-Orgues (Corrèze) | Champs-sur-Tarentaine-Marchal |
| Ydes    | Vebret                    | Antignac                      |
| Saignes | Le Monteil                | La Monselie                   |

Vebret est composée de quarante hameaux disséminés : Bruyères de Rouchou, Champagnadoux, Champassis, Cheyssac, Costes de la Font, Couchal, Courtilles, Couzan, la Barrerie, la Besseyre, la Champ, la Gare, la Grosse Peyre, la Monselie, la Salvinie, Lavergne, la Vergne Petite, le Béal, le Bouchet, les Champs grands, les Clos, les Essards, les Lampradets, les Mouleyres, les Prades, les Vergnes Pionèdres, Maison Neuve, Montpigot, Montplaisir, Pourcheret, Prunet Bas, Prunet Haut, Pyrouse, Repastil, Rochemont, Roume, Serres, Suménat, Verchalles Soubro, Verchalles Soutro.

### Géologie et relief
Le plateau de Chastel-Marlac domine le bourg de Vebret. Il surplombe directement les hameaux de Serres et de la Salvinie. On peut y accéder par une ancienne voie romaine. Parvenu au sommet, le voyageur peut voir à ses pieds la vallée de la Sumène et la suite des maisons du bourg de Vebret, prolongée par les hameaux de Couchal, des Lempadrets et de Montpigot. Sur la droite, on peut admirer les gorges du Violon et la Monselie.

### Hydrographie
La commune de Vebret est traversée par quatre cours d'eau : la Rhue, la Sumène, et leurs affluents respectifs, le Soulou et le Violon.
Le Soulou est célèbre pour sa production de truites et d'écrevisses. Il prend sa source près de la roche de Grely à l'orée de la forêt domaniale d'Algère. Il passe au sud de Saint-Étienne-de-Chomeil et faisait tourner autrefois les meules du moulin de Compié. Il traverse la commune d'Antignac et actionnait, autrefois, les moulins de Sauronnet et celui de la Ganette, situé en aval du hameau de Drulh, en face du château de Couzan. Jusqu'au milieu du XXe siècle, Jean Jovion y a exercé ses talents de meunier et traitait le sarrasin, blé noir apporté par ses voisins, battu au fléau et à l'origine d'un délicieux pain bis et de « pompes », sortes de galettes de sarrasin dont nos contemporains ont perdu le goût. Le moulin de la Ganette laisse le souvenir d'un lieu ludique où l'on dansait la bourrée au son de la vielle, accompagnant les chants de patois occitan. Le Soulou traverse ensuite la commune de Vebret pour aboutir à Cheyssac. Là encore le moulin a cessé toute activité. Le Soulou se jette dans la rivière de la Rhue près du « pont tremblant » après avoir irrigué tout le « pays de la Daille ». Au XIXe siècle, l'exploitation minière de la région a amené l'installation de « moulins à scie ». Il en existait un à Saint-Thomas auquel fut greffé dans les années 1838-39, un haut-fourneau. Le Soulou a servi à alimenter en eau le canal destiné à desservir ces industries. La prise d'eau était au nord de Cheyssac, peu avant la séparation des lignes de chemin de fer Bort-Aurillac et Bort-Neussargues. De ce long canal, il reste encore des parties visibles.

### Climat
Pour des articles plus généraux, voir Climat d'Auvergne-Rhône-Alpes et Climat du Cantal.
En 2010, le climat de la commune est de type climat des marges montargnardes, selon une étude du CNRS s'appuyant sur une série de données couvrant la période 1971-2000. En 2020, Météo-France publie une typologie des climats de la France métropolitaine dans laquelle la commune est exposée à un climat de montagne ou de marges de montagne et est dans la région climatique  Ouest et nord-ouest du Massif Central, caractérisée par une pluviométrie annuelle de 900 à 1 500 mm, maximale en automne et en hiver. 
Pour la période 1971-2000, la température annuelle moyenne est de 10,7 °C, avec une amplitude thermique annuelle de 15,2 °C. Le cumul annuel moyen de précipitations est de 983 mm, avec 13 jours de précipitations en janvier et 7,8 jours en juillet. Pour la période 1991-2020, la température moyenne annuelle observée sur la station météorologique de Météo-France la plus proche, sur la commune de Saignes à 3 km à vol d'oiseau, est de 11,3 °C et le cumul annuel moyen de précipitations est de 987,0 mm,. Pour l'avenir, les paramètres climatiques de la commune estimés pour 2050 selon différents scénarios d'émission de gaz à effet de serre sont consultables sur un site dédié publié par Météo-France en novembre 2022.

## Urbanisme

### Typologie
Au 1er janvier 2024, Vebret est catégorisée commune rurale à habitat très dispersé, selon la nouvelle grille communale de densité à 7 niveaux définie par l'Insee en 2022.
Elle est située hors unité urbaine. Par ailleurs la commune fait partie de l'aire d'attraction de Bort-les-Orgues, dont elle est une commune de la couronne,. Cette aire, qui regroupe 11 communes, est catégorisée dans les aires de moins de 50 000 habitants,.

### Occupation des sols
L'occupation des sols de la commune, telle qu'elle ressort de la base de données européenne d’occupation biophysique des sols Corine Land Cover (CLC), est marquée par l'importance des territoires agricoles (54,9 % en 2018), en diminution par rapport à 1990 (56,8 %). La répartition détaillée en 2018 est la suivante : 
forêts (40,5 %), prairies (38,1 %), zones agricoles hétérogènes (16,7 %), zones urbanisées (2,1 %), mines, décharges et chantiers (1,4 %), milieux à végétation arbustive et/ou herbacée (1,2 %). L'évolution de l’occupation des sols de la commune et de ses infrastructures peut être observée sur les différentes représentations cartographiques du territoire : la carte de Cassini (XVIIIe siècle), la carte d'état-major (1820-1866) et les cartes ou photos aériennes de l'IGN pour la période actuelle (1950 à aujourd'hui).

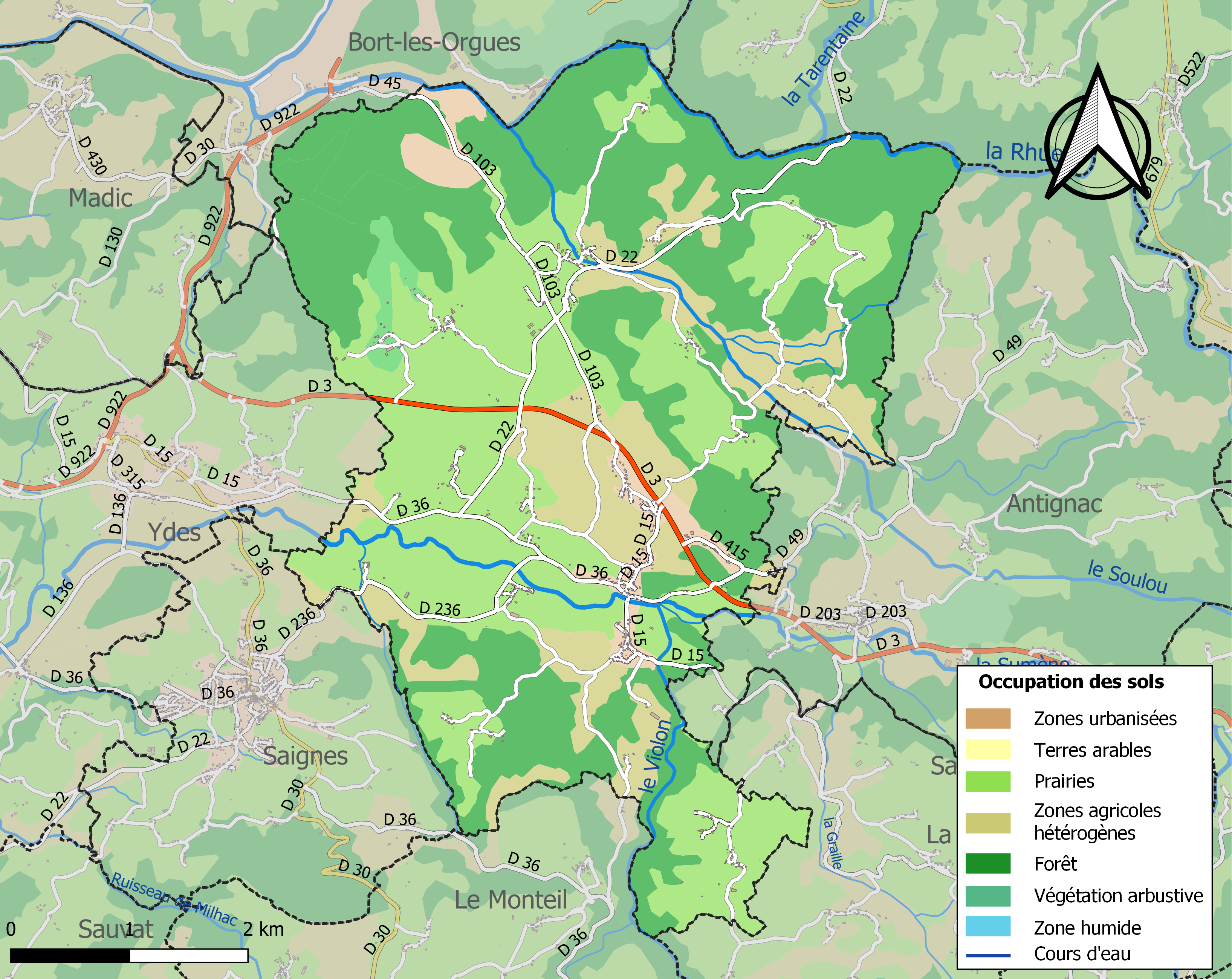
Carte des infrastructures et de l'occupation des sols de la commune en 2018 (CLC).

### Habitat et logement
En 2018, le nombre total de logements dans la commune était de 365, alors qu'il était de 367 en 2013 et de 344 en 2008.
Parmi ces logements, 63,9 % étaient des résidences principales, 33,6 % des résidences secondaires et 2,4 % des logements vacants. Ces logements étaient pour 95,4 % d'entre eux des maisons individuelles et pour 3,3 % des appartements.
Le tableau ci-dessous présente la typologie des logements à Vebret en 2018 en comparaison avec celle du Cantal et de la France entière. Une caractéristique marquante du parc de logements est ainsi une proportion de résidences secondaires et logements occasionnels (33,6 %) supérieure à celle du département (20,4 %) et à celle de la France entière (9,7 %). Concernant le statut d'occupation de ces logements, 80,9 % des habitants de la commune sont propriétaires de leur logement (79,1 % en 2013), contre 70,4 % pour le Cantal et 57,5 pour la France entière.
| Typologie                                               | Vebret | Cantal | France entière |
| ------------------------------------------------------- | ------ | ------ | -------------- |
| Résidences principales (en %)                           | 63,9   | 67,7   | 82,1           |
| Résidences secondaires et logements occasionnels (en %) | 33,6   | 20,4   | 9,7            |
| Logements vacants (en %)                                | 2,4    | 11,9   | 8,2            |

## Histoire
Lors de l'incorporation des communes au département du Cantal, en février 1790, Vebret est oubliée. Elle le rejoint finalement en septembre 1790.[réf. souhaitée]

### Liste des curés ayant desservi la paroisse de Vebret depuis la Révolution
- 1803 : Louis Fayet
- 1818 : Pierre Salvy
- 1822 : Joseph Larroze
- 1823 : Jacques Griffol
- 1824 : Jean-Baptiste Mauret
- 1844 : Jacques Faucher
- 1853 : Pierre Galvaing
- 1861 : Jean-Baptiste Jérémie
- 1866 : Antoine Blanc
- 1867 : Luis Bouchy
- 1885 : Antoine Laurichesse
- 1896 : Henri Pommier
- 1901 : Louis Salvy
- 1913 : Géraud Sanson
- 1936 : Pierre Roche
- 1950 : abbé Chapelle
- 1960 : abbé Duflot
- 1992 : abbé Maury
- 1999 : abbé Jacques Mieczylawmadjan

## Politique et administration

### Liste des maires
| Période                                  | Période   | Identité                     | Étiquette | Qualité                   |
| ---------------------------------------- | --------- | ---------------------------- | --------- | ------------------------- |
| Les données manquantes sont à compléter. |           |                              |           |                           |
| 1840                                     | 1848      | Charles de Fontanges         |           |                           |
| 1848                                     | 1851      | Marie Guillaume Laurent      |           |                           |
| 1852                                     | 1854      | Charles de Fontanges         |           |                           |
| 1854                                     | 1854      | Léon Barrier                 |           |                           |
| 1854                                     | 1896      | Pierre Jean Baptiste Barrier |           |                           |
| 1896                                     | 1908      | Roger de Vaublanc            |           | Chatelain de Couzan       |
| 1908                                     | 1919      | Léon Delmas                  |           |                           |
| 1919                                     | 1934      | Léger Breton                 |           |                           |
| 1934                                     | 1970      | Marcellin Verdier            |           |                           |
| 1970                                     | mars 1977 | Louis Boutarel               |           |                           |
| mars 1977                                | mars 1989 | René Gervais                 |           |                           |
| mars 1989                                | 1998      | Marc Pottier                 |           | Exploitant agricole       |
| 1998                                     | mars 2008 | Jean Couderc                 |           | Contremaître EDF retraité |
| mars 2008                                | mars 2014 | Chantal Bernard              |           |                           |
| mars 2014                                | En cours  | Fabrice Meunier              | DVG       | Fonctionnaire             |

## Population et société

### Démographie
L'évolution du nombre d'habitants est connue à travers les recensements de la population effectués dans la commune depuis 1793. Pour les communes de moins de 10 000 habitants, une enquête de recensement portant sur toute la population est réalisée tous les cinq ans, les populations de référence des années intermédiaires étant quant à elles estimées par interpolation ou extrapolation. Pour la commune, le premier recensement exhaustif entrant dans le cadre du nouveau dispositif a été réalisé en 2005.

En 2022, la commune comptait 514 habitants, en évolution de +1,38 % par rapport à 2016 (Cantal : −1,08 %, France hors Mayotte : +2,11 %).
| 1793  | 1800  | 1806  | 1821  | 1831  | 1836  | 1841  | 1846  | 1851  |
| ----- | ----- | ----- | ----- | ----- | ----- | ----- | ----- | ----- |
| 1 169 | 1 233 | 1 367 | 1 439 | 1 440 | 1 430 | 1 413 | 1 614 | 1 475 |

| 1856  | 1861  | 1866  | 1872  | 1876  | 1881  | 1886  | 1891  | 1896  |
| ----- | ----- | ----- | ----- | ----- | ----- | ----- | ----- | ----- |
| 1 400 | 1 203 | 1 222 | 1 152 | 1 170 | 1 229 | 1 114 | 1 105 | 1 125 |

| 1901  | 1906  | 1911  | 1921 | 1926 | 1931 | 1936 | 1946 | 1954 |
| ----- | ----- | ----- | ---- | ---- | ---- | ---- | ---- | ---- |
| 1 025 | 1 070 | 1 028 | 829  | 800  | 750  | 683  | 627  | 627  |

| 1962 | 1968 | 1975 | 1982 | 1990 | 1999 | 2005 | 2006 | 2010 |
| ---- | ---- | ---- | ---- | ---- | ---- | ---- | ---- | ---- |
| 630  | 578  | 524  | 559  | 533  | 503  | 472  | 470  | 489  |

| 2015 | 2020 | 2022 | - | - | - | - | - | - |
| ---- | ---- | ---- | - | - | - | - | - | - |
| 507  | 511  | 514  | - | - | - | - | - | - |

## Culture locale et patrimoine

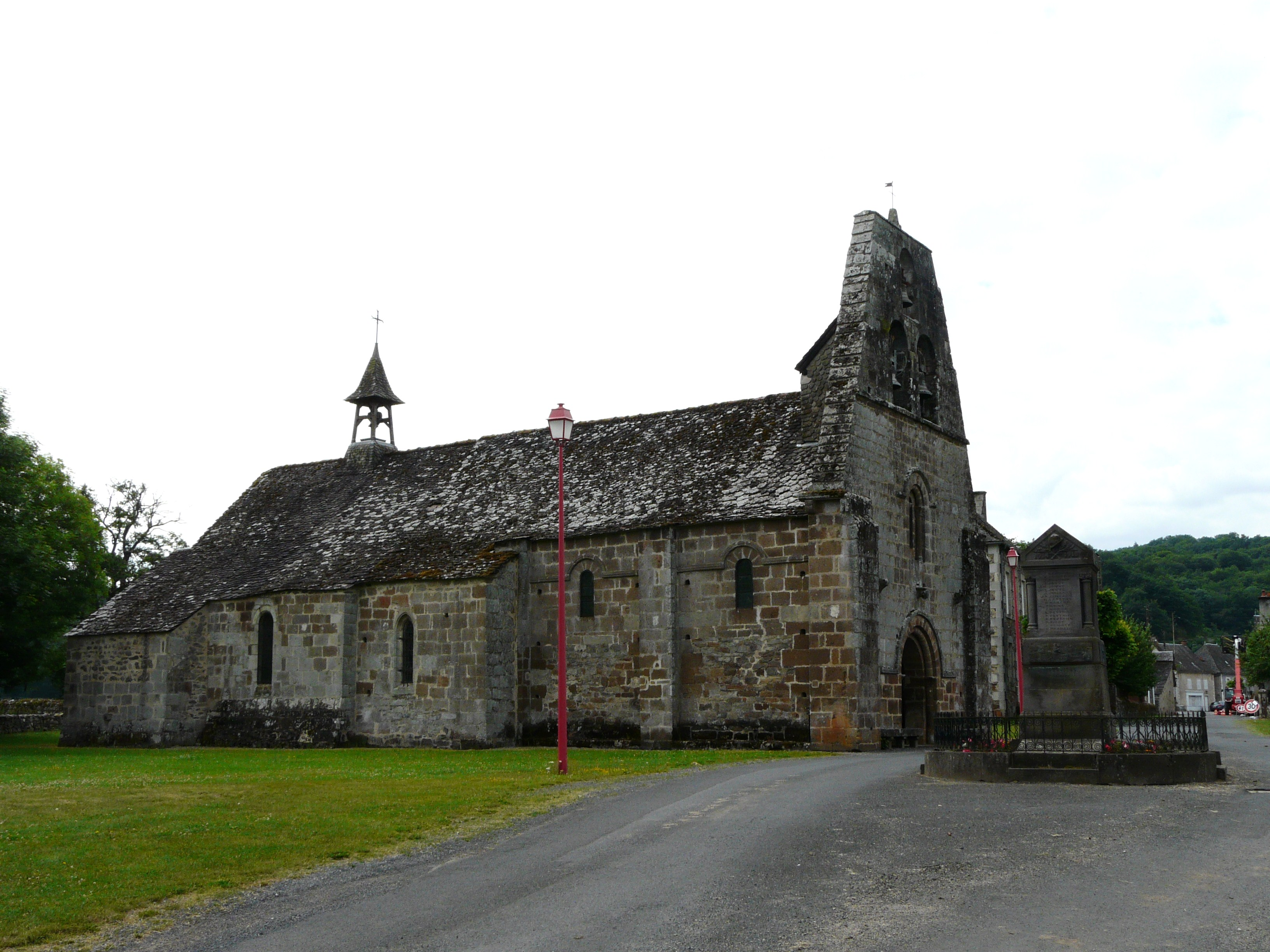
L'église.

### Lieux et monuments

#### Église de Vebret
L'église Saint-Maurice-et-Saint-Louis est considérée comme un des trésors du patrimoine roman cantalien. Elle est citée dans une charte de Clovis retranscrite au XIIe siècle. L'édifice commencé au XIIe siècle fut souvent remanié, notamment au XVe siècle par l'adjonction de deux chapelles latérales. Celle de droite est réservée aux châtelains de Couzan : les armoiries des familles de Fontanges et de Vaublanc ornent le vitrail. La façade ouest est en pierres de taille de tuf volcanique. Des restaurations commencées en 1997 ont permis de mettre au jour un décor peint, dont les plus anciens éléments datent de l'époque romane.
Deux éléments caractéristiques sont à relever :
- le clocher à peigne en forme de pyramide tronquée, percé de trois ouïes abritant les cloches ;
- le Christ monumental, de la fin du XIIe ou du début du XIIIe siècle ; la statue de deux mètres de hauteur sur deux mètres d'envergure, du type « Christ triomphant », est d'une rigidité imposante. La statue, en bois polychrome, est placée en évidence dans la nef centrale. Elle a fait l'objet d'une exposition très remarquée à Paris en 1992.

L'église et le Christ polychrome sont classés monuments historiques, respectivement en 1930 et 1957.

#### Monument aux morts

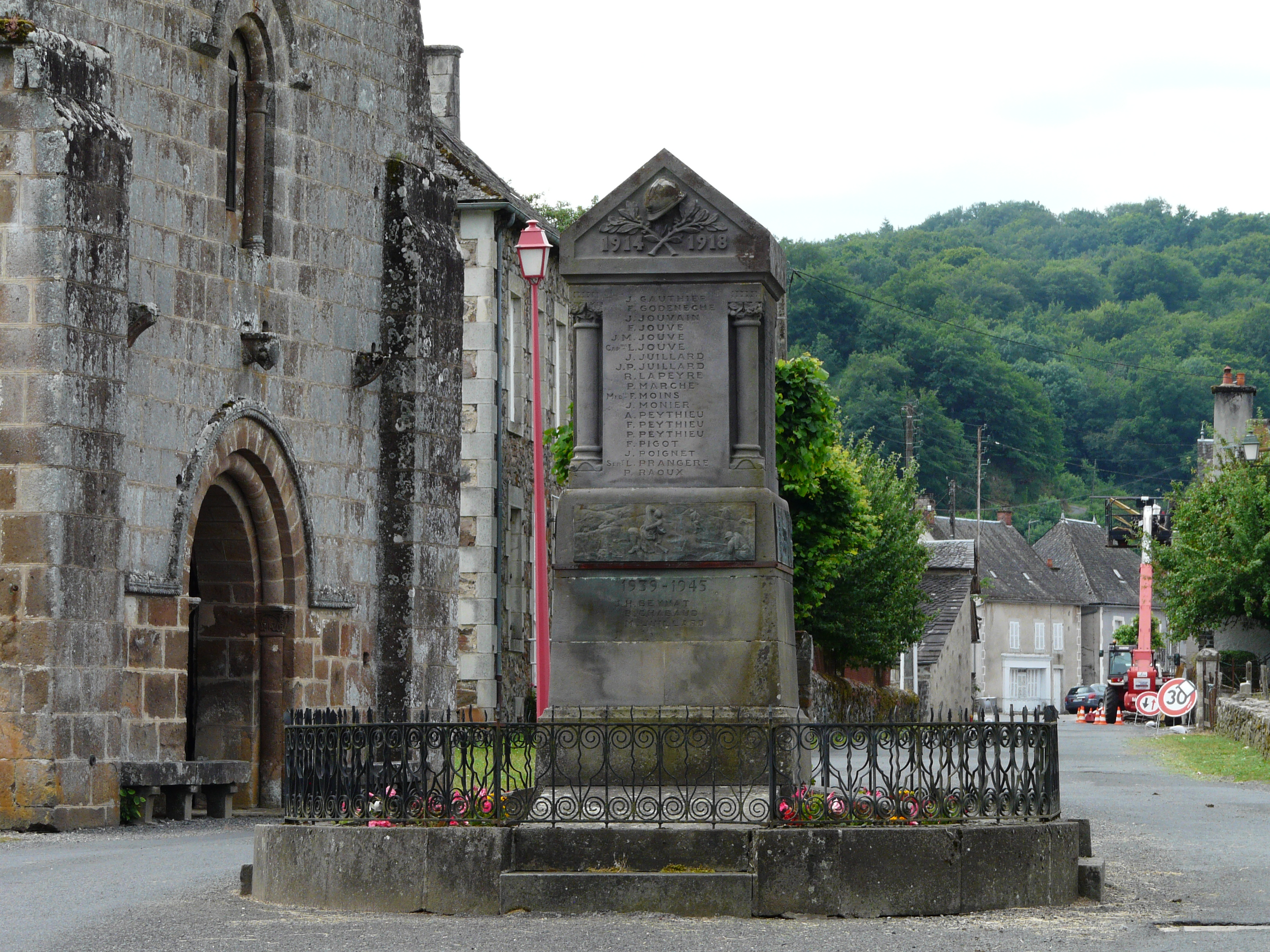
Le monument aux morts.

#### Château de Couzan
On accède au château de Couzan en passant par une enclave du village d'Antignac et en traversant le hameau de Druhl. Une longue voie en descente permet d'accéder à une vallée verdoyante bordée par les gorges du Soulou. Les prairies sont peuplées de vaches de Salers à la robe aux reflets pourpres. Au loin, le château de Couzan, campé sur son rocher, domine la plaine. Dans le haut Moyen Âge, le premier fort avait pour mission de défendre l'ancienne voie romaine qui longe le Soulou jusqu'aux environs de Bort-les-Orgues. On peut encore y admirer un ancien relais de poste à la Ganette.
Le château comporte un donjon datant de la fin du Moyen Âge, édifié par Antoine de Curières. Le corps de logis a été entièrement remanié dans le style néo-gothique au XIXe siècle par son descendant, le baron Roger de Vaublanc, ancien zouave pontifical, qui a notamment aménagé, à l'intérieur de l'édifice, une chapelle située au premier étage, dont les boiseries à « plis de serviette » sont calquées sur celles du château de Josselin, en Morbihan. Ce rapprochement entre l'Auvergne et la Bretagne fut directement inspiré par la belle-mère du baron, Marie-Thérèse du Fresne de Kerlan,baronne de Fontanges de Couzan, qui était originaire de la seigneurie de Kerlan en Plesidy (Côtes-d'Armor).
La façade du château est ornée des armes des familles de Fontanges, du Fresne de Kerlan et de Vaublanc. Couzan est connu comme fief d'une baronnie historique. En 1202, Magdeleine de Couzan a fondé une chapellenie à Bort.
Le château a été inscrit à l'inventaire supplémentaire des Monuments Historiques en 1994. Il ne se visite pas.

#### Croix de granit
Située à l'entrée du hameau de Couzan, elle est contemporaine de la construction du donjon de Couzan au XVe siècle.

### Personnalités liées à la commune
- Le baron Charles de Fontanges (1771-1858), châtelain de Couzan, commandant de la Garde nationale de Vebret.
- Le baron Pierre de Vaublanc (1881-1940), châtelain de Couzan, qui fonda une coopérative laitière à Couchal.